# Accidente de Provegran
El accidente de Provegran, también conocido como "La tragedia de la huesera" fue un accidente industrial ocurrido en la empresa procesadora de desechos cárnicos en Las Tejerías, estado Aragua el lunes 18 de agosto de 2003, en este evento fallecieron nueve (09) trabajadores. Es considerado un evento icónico en la Seguridad y Salud Laboral de Venezuela, de hecho fue fundamental para la redacción del Artículo 69, de Accidentes de Trabajo, en la Ley Orgánica de Prevención, Condiciones y Medio Ambiente de Trabajo (Lopcymat) de 2005. 
Esa tarde, los trabajadores que operaban en condiciones precarias, tuvieron que bajar a la fosa llena de desechos de carne en descomposición. Douglas Figueredo trabajador de la empresa relata: "Esto fue un día que nosotros, un lunes entre las 10:30 de la mañana y vemos un compañero de trabajo que viene desesperadamente de arriba de la planta hacia el lavado, gritando, pidiendo auxilio. Que había caído uno y eran unos..."
Al llegar al sitio, se percataron que no había caído uno, sino varios, improvisaron aparejos con cabillas, trapos e incluso intentaron proteger sus vías respiratorias con camisas, todo en la desesperación de rescatar a sus compañeros. Los trabajadores insistieron en todos los esfuerzos por rescatar a sus compañeros e intentaron extraerlos con vida, sin embargo, fallecieron 9 trabajadores en el accidente. Una de las cosas que alegaba la empresa era que las labores de salvamento no estaba dentro de las descripciones de cargo de los trabajadores. 

## La "huesera" de Provegran
La empresa Provegran, Procesadora Venezolana de Grasas Nacionales, C.A. ubicada en Las Tejerías, Aragua. "Reciclaje de desechos cárnicos, provenientes de mataderos, carnicerías, frigoríficos y despostadoras, cuya labor fundamental es el procesamiento y conversión de subproductos de origen animal en harinas y sebos industriales, materia prima esencial para la posterior elaboración de alimentos concentrados, jabones, cosméticos y lubricantes mecánicos." Las condiciones laborales eran precarias, e incluso la empresa se valía de la subcontratación por medio de contratistas y evasión de relación laboral directa.

## El accidente
El viernes 15 de agosto de 2003,  llegó un cargamento de material en descomposición a la empresa, para el lunes 18 de agosto estos se habían secado y tapado una bomba de achique. Un supervisor dio la orden de retirar los desechos desde arriba con un balde amarrado a una cuerda que se rompió, por ello, el supervisor ordena a Alberto Molina que baje a la fosa para retirarla. Esto se hacía de manera manual con un tobo amarrado con una cuerda.
La empresa no contaba con programa de seguridad y salud en el trabajo, procedimientos, ni condiciones mínimas de seguridad y salud laboral, aun así, el trabajador Alberto Molina acata la orden y baja a retirar la cuerda, desprovisto de equipos de protección personal, al estar en la fosa, colapsa. Al ver que el trabajador no sale, algunos compañeros bajan a buscarlo y se genera una cadena de fallecidos que alcanzó a un total de 9 trabajadores. Al percatarse de la situación, Douglas Figueredo, improvisó una mascarilla con una camisa, bajó rápidamente y logró rescatar a uno de los trabajadores, sin embargo, el primer grupo, ya había fallecido. Sulfuro de Hidrógeno fue el producto tóxico que generó las víctimas.

### Condiciones previas
Las condiciones de la empresa no eran adecuadas, Franklin Mendoza Inspector de Seguridad y Salud en el Trabajo del Inpsasel comenta en testimonio que Provegran C.A. no era el empleador directo de la mayoría de los más de 100 trabajadores, había siete empresas contratistas, y Provegran sólo tenía en nómina 14 trabajadores.

## Condena
Dueños y dos gerentes fueron condenados a 7 y 3 años de prisión respectivamente, adicionalmente se sentenció indemnizar económicamente a todas las familias de trabajadores involucrados en el accidente de trabajo.